# Фейрмаунт (Меріленд)
Фейрмаунт (англ. Fairmount) — переписна місцевість (CDP) в США, в окрузі Сомерсет штату Меріленд. Населення — 408 осіб (2020).

## Географія
Фейрмаунт розташований за координатами 38°6′35″ пн. ш. 75°49′14″ зх. д. / 38.10972° пн. ш. 75.82056° зх. д. (38.109765, -75.820564).  За даними Бюро перепису населення США в 2010 році переписна місцевість мала площу 44,33 км², з яких 31,75 км² — суходіл та 12,58 км² — водойми.

## Демографія
Згідно з переписом 2010 року, у переписній місцевості мешкало 457 осіб у 183 домогосподарствах у складі 118 родин. Густота населення становила 10 осіб/км².  Було 267 помешкань (6/км²).
Расовий склад населення:
| - 70,7 % — білих - 23,9 % — чорних або афроамериканців - 0,7 % — азіатів - 0,4 % — корінних американців - 2,0 % — осіб інших рас |

До двох чи більше рас належало 2,4 %. Частка іспаномовних становила 2,0 % від усіх жителів.
За віковим діапазоном населення розподілялося таким чином: 22,1 % — особи молодші 18 років, 60,6 % — особи у віці 18—64 років, 17,3 % — особи у віці 65 років та старші. Медіана віку мешканця становила 45,5 року. На 100 осіб жіночої статі у переписній місцевості припадало 94,5 чоловіків;  на 100 жінок у віці від 18 років та старших — 101,1 чоловіків також старших 18 років.
Середній дохід на одне домашнє господарство  становив 24 568 доларів США (медіана — 9952), а середній дохід на одну сім'ю — 32 677 доларів (медіана — 23 750). За межею бідності перебувало 53,3 % осіб, у тому числі 100,0 % дітей у віці до 18 років та 37,2 % осіб у віці 65 років та старших.
Цивільне працевлаштоване населення становило 56 осіб. Основні галузі зайнятості: будівництво — 37,5 %, освіта, охорона здоров'я та соціальна допомога — 33,9 %.